# 即時聚合酶鏈式反應
即時聚合酶鏈式反應（英語：Real-time polymerase chain reaction）是一種在DNA擴增反應中，以螢光染劑偵測每次聚合酶鏈鎖反應（PCR）循環後產物總量的方法。
此實驗法已被眾多科學家採用，因為其偵測範圍廣、靈敏度高、準確、專一及快速。PCR的發展因為偵測感染病患的病毒（不過RNA病毒須先反轉錄成DNA才進行PCR）或細菌量、癌症監測、診斷個別基因差異的用藥反應等應用而大幅提高。
PCR的方法是基於偵測目標物在反應前及PCR後產物的量化關係，越早探測到指定螢光值表示目標基因組越多。相對於終端PCR方式（end-point PCR，傳統的PCR配合凝膠電泳，在反應後偵測），qPCR（定量即時聚合酶鏈式反應）有許多優點。其結果可以較快取得且穩定，因為是採用非常敏感的化學螢光，而且不需要再繼續處理PCR反應後的偵測，花費時間與精神的工作步驟便可以省下。此外，因為反應後不需打開管子而減少了操作污染。qPCR分析亦適於更具挑戰性的應用，如多重偵測與高通量分析。

## 染劑
使用於PCR偵測的化學物基本可分為兩類：非專一性化學物，通常是與DNA結合的螢光染劑；目標專一性化學物，是使用螢光探針或引子。
- 非專一性偵測：SybrGreen （页面存档备份，存于）、HRM(High Resolution Melt) （页面存档备份，存于）
- 目標專一性偵測：TaqMan probe （页面存档备份，存于）、Molecular Beacon （页面存档备份，存于）、LightUp、FRET （页面存档备份，存于）(Fluorescence Resonance Energy Transfer)
  - TaqMan probe 是选取PCR上下游引物之间的一段序列作为探针，并在探针的5`-端标记上荧光基团，3`-端标记上相应的淬灭基团(由于两个基团靠得很近，构成荧光能量传递的关系，没有荧光信号产生，在每一个循环的退火(annealing （页面存档备份，存于）)过程中，该探针可以与模板相结合，随后的延伸反应中，当引物合成至探针与模板结合处时，Taq酶的5`-外切酶活性可以降解探针的5`-端，并因此使荧光基团与淬灭基团分离，释放荧光，理论上每合成一次新链就有一次荧光信号释放)。
  - Molecular Beacon 是探针片段在游离状态下呈莖環(stem-loop)结构，其中莖的部分一般是5至7个高GC含量的核苷酸，環的部分是15至30个可以与PCR模板互补的核苷酸序列，而且探针的5`-端和3`-端分别标记有荧光报告基团和淬灭基团(由于这两个基团处于茎的结构中，靠得很近，没有荧光信号产生，在PCR每一个循环的变性过程中，处于茎環结构的探针被打开，并在黏合过程中与模板结合，使螢光基團远离淬灭基团并释放荧光信号，因而荧光强度与被扩增的模板量成正比)。

## 儀器
- 光源：氙氣燈、雷射、發光二極體（LED）
- 濾鏡
- 偵測方式：光電倍增管（photomultiplier tube, PMT）、光電耦合元件（charge-coupled device, CCD）、光電二極體（photodiodes）
- 控溫方式：熱電效應元件（peltier elements）、旋轉式氣流升降溫、微流體式
- 容器：聚丙烯（PP）容器、玻璃毛細管

## 數據分析
- 門檻循環（MIQE中定義為Cq值(quantification cycle)；過去通稱為Ct, Threshold cycle，Ct值，又称阈值循环数）
- 解離曲線分析（melting curve）
- 高解析度解離分析（High Resolution Melt, HRM）
- FRET分析

## 應用
PCR的一些應用包括：
1.基因表現分析：例如結核分岔桿菌（Mycobacterium tuberculosis）是一種生長相當緩慢的細菌，傳統培養及鑑定一般需要花數週時間，但2015年時Watanabe Pinhata和Cergole-Novella以自己發展的real time PCR檢測mpt64，直接檢測病人痰液中的結核分岔桿菌，分析715個檢體657個病人，其檢測靈敏度（sensitivity）及特異性（specificity）分別為90.3%及98.6%，而傳統培養方法的靈敏度及特異性分別為90.3%及99.7%。整個實驗流程可以在5個小時內完成，此方法可以用於沒有套裝試劑（kit）可以使用的實驗室。
2.檢驗生物晶片的結果、
3.siRNA與miRNA診斷、
4.基因型鑑定
5.飲食分析
6.獸醫微生物檢測

## 實驗比較[3]

### qPCR的特點
- 荧光实时定量PCR的基本原理有两个要点：首先是对PCR反应中的每一个循环的反应产物进行实时检测并记录下来；其次，用于检测PCR产物实时检测的荧光染料标记在一段可以与单链PCR产物(模板)特异性杂交的探针上，并且处于淬灭状态，只有当探针与模板特异性结合以后才有可能释放出荧光信号。
- 每一轮循环中PCR的产出量都以荧光信号的形式被PCR仪的光学检测系统记录下来，在某一循环中荧光信号的强度达到预先设定的阈值时，此时的循环數称为CT(Threshold Cycle)，Ct值与起始的模板量成反比，起始的核酸量越多，达到阈值的循环数就越少，換句話說CT值會越小。如果要确定量的话，需要做出标准曲线，以Ct值为纵坐标，起始模板数为横坐标作图。在新的MIQE規範中Ct這個慣用的名詞被重新定義為Cq值(quantification cycle)。

### 和PCR比較
- 常规PCR的产物在理论上呈指数级增长，而在实际反应中，由于反應物濃度、酶活性等条件的变化，在循环数不断增加时，反应进入平台期，PCR产物不再呈指数级增长。荧光实时定量PCR的优点在于它避免了常规PCR的平台效应对起始模板量和最终产物量之间相关性的干扰。
- 專一性探針的优点是只有正确的扩增产物才能和用于定量的探针结合并产生荧光信号，这样就避免了假阳性污染，对于临床诊断等工作特别有效。但相對來說，合成螢光探針的價格較於昂貴，不利於小規模的實驗檢測；因此在研究型實驗室還是以SYBR Green的非專一型qPCR為主要選擇。

### 普及性
- 因為價格、耗材較貴的因素，qPCR多了光學配件及螢光物質的費用，在普及度上qPCR的機器較PCR機台少。